# Erich Siebert
Erich Siebert (ur. 7 maja 1910, zm. w 1947) – niemiecki zapaśnik walczący w obu stylach. Brązowy medalista olimpijski z Berlina 1936, w wadze półcieżkiej, w stylu wolnym.
Wicemistrz Europy w 1934; ósmy w 1935 roku.
Mistrz Niemiec w 1934; drugi w 1936 i 1942; trzeci w 1929 i 1938 w stylu klasycznym. Zwycięzca w stylu wolnym w 1936 i 1943; trzeci w 1937 i 1942 roku.
W trakcie II wojny światowej służył w Ghetto Litzmannstadt, następnie dostał się do niewoli radzieckiej, w której zmarł w 1947 roku.

## Letnie Igrzyska Olimpijskie 1936
| Konkurencja      | Rundy eliminacyjne    | Rundy eliminacyjne   | Rundy eliminacyjne  | Rundy eliminacyjne | Rundy eliminacyjne | Klas. końcowa |
| Konkurencja      | Przeciwnik I          | Przeciwnik II        | Przeciwnik III      | Przeciwnik IV      | Przeciwnik V       | Miejsce       |
| ---------------- | --------------------- | -------------------- | ------------------- | ------------------ | ------------------ | ------------- |
| 87 kg styl wolny | Hubert Prokop (CSK) Z | Maurice Beke (BEL) Z | Eddie Scarf (AUS) Z | wolny los Z        | Ago Neo (EST) P    | 3.            |